# Cernik (żupania brodzko-posawska)
Cernik – wieś w Chorwacji, w żupanii brodzko-posawskiej, siedziba gminy Cernik. W 2011 roku liczyła 1607 mieszkańców.
Jest położona w Slawonii, na wysokości 166 m n.p.m., u podnóża góry Psunj. Na południu graniczy z miastem Nova Gradiška. Miejscowa gospodarka oparta jest na rolnictwie, rybołówstwie, budownictwie i handlu.
Pierwsza historyczna wzmianka o Cerniku pochodzi z II połowy XIV wieku. Znajdował się tu zamek rodu Deževiciów. W 1520 roku miejscowość otrzymała prawo organizowania jarmarków. W latach 1536–1537 znalazła się pod panowaniem osmańskim i została siedzibą sandżaku cernickiego. W wyniku V wojny austriacko-tureckiej pod koniec XVII wieku Cernik uległ zniszczeniu i znalazł się w granicach Monarchii Habsburgów, a ludność została przesiedlona do Požegi. Na początku XVIII wieku miała miejsce nowa fala osadnicza.